# 黄凉尘
黄凉尘（1912年—2004年），男，四川筠连人，中华人民共和国经济人物、政治人物，中国民主建国会中央委员会常务委员、秘书长、顾问，第二至五届、第九届全国政协委员，第六、七、八届全国政协常委。

## 生平
黄凉尘1912年1月出生于四川省筠连县。1927年至1950年在四川等地从事商业活动，领导和组织了四川宝元通公司的业务经营和发展，先后任会计、经理、副总经理、总经理等职，并积极帮助和资助中国共产党地下党组织的革命活动。1950年后，历任西南军政委员会贸易部副部长、财经委员会委员，西南商业局副局长，中国药材公司经理，农产品采购部储运局局长，城市服务部局长、部长助理，商业部储运局局长、顾问，商业部副部长、顾问。曾任民建中央委员、常委、秘书长、顾问。1983年后任全国工商联副主席、顾问。
2004年3月29日１４时１０分在北京逝世，享年92岁。４月8日，黄凉尘同志的遗体在八宝山革命公墓火化。